# James Bruce, 8. Earl of Elgin

James Bruce, 8. Earl of Elgin, 1848

James Bruce, 8. Earl of Elgin, 12. Earl of Kincardine, KT, GCB, KSI, PC (* 20. Juli 1811 in London; † 20. November 1863 in Dharamsala, Britisch-Indien) war ein britischer Kolonialbeamter und Diplomat. Er war Gouverneur von Jamaika, Generalgouverneur von British North America und Vizekönig von Indien.

## Leben
Bruce war der zweite Sohn des Archäologen Thomas Bruce, 7. Earl of Elgin und dessen zweiter Frau Elizabeth, Tochter von James Townsend Oswald von Dunnikier. Er besuchte das Eton College und studierte am Christ Church College der Universität Oxford (BA, 1833; MA, 1835).
Ab dem Tod seines Halbbruders George Bruce, Lord Bruce, der 1840 ledig starb, war er Heir apparent seines Vaters und führte als solcher den Höflichkeitstitel Lord Bruce. Am 22. April 1841 heiratete er in erster Ehe Elizabeth Mary Cumming-Bruce, Tochter des Unterhausabgeordneten Charles Lennox Cumming-Bruce (1790–1875). Bei Unterhauswahlen im Juli 1841 wurde er als Abgeordneter für Southampton ins House of Commons gewählt. Er verlor jedoch dieses Mandat wieder, als seine Wahl im Dezember 1841 für ungültig erklärt wurde. Zur darauffolgenden Nachwahl im August 1842 trat er nicht an.
Als sein Vater am 14. November 1841 starb, erbte er dessen Adelstitel als 8. Earl of Elgin, 12. Earl of Kincardine, 8. Lord Bruce of Kinloss und 12. Lord Bruce of Torry. Am 13. November 1849 wurde er ihm der britische Adelstitel Baron Elgin, of Elgin in Scotland, verliehen. Dieser war im Gegensatz zu seinen ererbten schottischen Titeln unmittelbar mit einem Sitz im House of Lords verbunden.

## Stationen seines Lebens

### Jamaika
Im März 1842, im noch jungen Alter von 30 Jahren, wurde er von Sir Frederick Stanley, damals Secretary for the Colonies, für den Posten als Gouverneur von Jamaika ausgewählt. Auf der Überfahrt, Mitte April, geriet ihr Schiff bei Turk’s Island bei Saint Thomas auf ein Korallenriff und musste aufgegeben werden. Alle Menschen konnten von Bord und wurden gerettet. Aber von dem Schock dieser Nacht erholte sich Lady Elgin nie wieder richtig. Zwei Monate nach dem Schiffsunglück gebar sie die Tochter Lady Elma Bruce († 1923). Lady Elgin verstarb im Sommer des folgenden Jahres. Im Frühjahr 1846 ließ er sich von seinem Dienst beurlauben und kehrte nicht mehr nach Jamaika zurück.

James Bruce, 8. Earl of Elgin

### Kanada
Man kam überein, dass er Gouverneur der Provinz Kanada und Generalgouverneur von Britisch-Nordamerika werden solle. In der Zwischenzeit verlobte er sich mit Lady Mary Louisa Lambton, Tochter des John Lambton, 1. Earl of Durham. Sie heirateten am 7. November 1846 und segelten Anfang 1847 nach Amerika. Henry Grey, 3. Earl Grey, wurde im Februar 1852 neuer Kolonialminister.
Obwohl Elgin als Generalgouverneur von den vier einzelnen Provinzen von Britisch-Nordamerika eingesetzt war, hatte er nicht die Macht, über Nova Scotia, New Brunswick oder die Prince Edward Inseln zu regieren. Ohne eigene Haushaltsmittel oder Beamte, verließ sich Lord Elgin einzig auf seine moralische Autorität in der Zusammenarbeit oder Beratung mit den anderen Gouverneuren, um die interkoloniale Zusammenarbeit zu pflegen, insbesondere beim Postwesen, Hilfe bei der Schifffahrt, Ausbau der Eisenbahn und der Telegrafie.
1848 gewannen die Reform-Parteien von Canada East und Canada West, unter der Führung von Louis-Hippolyte Lafontaine und Robert Baldwin, die Mehrheit über die konservative Partei. Lord Elgin verlangte, dass diese beiden Parteien eine Koalitionsregierung bildeten. Nach Bildung dieser neuen Regierung wurde Lord Elgin der erste Gouverneur, der nicht die Gesetzgebung bestimmte, sondern die wirkliche Macht der durch die gewählten Volksvertreter gebildeten Regierung überließ. Er unterzeichnete eine Anzahl von Gesetzen, die von Lafontaine vorgeschlagen wurden und das Parlament passiert hatten. Auch schaffte er das kanadische Feudalsystem (seigneurial system) in Canada East ab, welches Amnestie für die Köpfe der „Patriote Bewegung“ als Folge des Patriots’ War vorsah, die ins Exil geschickt worden waren.
1849 wurde Elgin von einem englischsprachigen Mob in Montréal angegriffen und das Parlamentsgebäude wurde in Brand gesteckt (Montréal Riots). Seine Bemühungen, dort zwischen den verfeindeten englisch- und französischsprachigen Bevölkerungsteilen zu vermitteln, trugen ihm letztlich den Hass beider Gruppen ein, der sich in zahlreichen gewalttätigen Ausschreitungen entladen sollte. Die Kaufleute von Montréal spürten die Auswirkungen einer wirtschaftlichen Depression und sie befürworteten eine Annexion durch die USA. 1854 schloss er mit den USA einen bilateralen Vertrag zur Förderung der kanadischen Wirtschaft. Dieses Abkommen würde den Weg zur Konföderation ebnen.
Lord Elgin spielte eine Schlüsselrolle in Kanadas früher Entwicklung. Während seiner Amtszeit als Generalgouverneur der Provinz Kanada von 1847 bis 1854 überwachte er die Übergabe der exekutiven und legislativen Macht an Kanada. Am 26. Mai 1953 die kanadische Regierung, vertreten durch den für das Historic Sites and Monuments Board of Canada zuständigen Minister, Lord Elgin und erklärte ihn zu einer „Person von nationaler historischer Bedeutung“. Ihm folgte 1854 Sir Edmund Head als Generalgouverneur von Britisch-Nordamerika.

#### Familienmitglieder führen seine Arbeit fort
Lord Elgins Bruder, Robert Bruce (1813–1862), der von 1849 bis 1854 Aufseher über die Verhandlungen mit den Indianern war, handelte die Robinson Treaties Lake Huron und Lake Superior aus, die zur Ausweitung der Provinz Kanada nach Westen beitrugen.

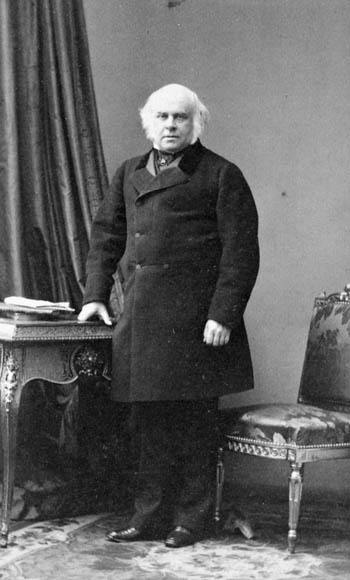
James Bruce, 8. Earl of Elgin

Ein anderer Bruder, Frederick Bruce (1814–1867), diente von 1865 bis 1867 als Britischer Minister in Washington. Er sprach königliche und koloniale Sorgen an, hauptsächlich Ansprüche, die aus dem Amerikanischen Bürgerkrieg erwuchsen und die Fenian-Bedrohung der Kolonien von Britisch-Nordamerika. Die Fenians waren Mitglieder einer Geheimgesellschaft, der Fenian Brotherhood, die sich um 1858 von Amerikanern irischer Abstammung gebildet hatte, mit Zweigen in den Vereinigten Staaten und Irland. Ihr Ziel war, die englische Herrschaft in Irland zu beenden und Teil ihrer Strategie war es, Kanada von den Briten zu befreien. Circa 10.000 Fenianer kämpften im Amerikanischen Bürgerkrieg und sie waren begierig darauf, die Britischen Kolonien zu besetzen, wenn der Krieg beendet war.
Ebenso spielte sein Sohn Victor Bruce, 9. Earl of Elgin, in der Geschichte Kanadas eine Rolle, als er als Kolonialsekretär in London 1905 bis 1908 diente. In dieser Stellung empfahl er, dass Kanada Kontrolle über seine äußeren Grenzen übernimmt, indem er Verhandlungen über ein internationales Fischereiabkommen zwischen Kanada und Neufundland (damals ein separates Dominion) führte, auch half er, Fischerei-Streitigkeiten beizulegen, die sich aus der Grenze zu Labrador ergaben.

### China
1857, kurz nach Ausbruch des Zweiten Opiumkriegs, wurde Elgin zum Sonderkommissar für China ernannt. Ein Jahr später fand die erste Kriegsphase mit dem Vertrag von Tianjin ihr Ende. Dieser zwang die Chinesen zu erheblichen Zugeständnissen (Meistbegünstigungsklausel, Aufnahme diplomatischer Beziehungen etc.), deren anschließende Umsetzung von der Qing-Regierung jedoch verweigert wurde. Nachdem Kaiser Xianfeng mit der Vermittlung beauftragte britische und französische Abgesandte hatte foltern und hinrichten lassen, setzte Lord Elgin eine britische Strafexpedition in Marsch, die unter anderem den Alten Sommerpalast in Peking, ein weithin bewundertes Meisterwerk der Architektur und Gartenkunst, in Schutt und Asche legte. Der Befehlshaber der französischen Truppen des Expeditionskorps, General Charles Cousin-Montauban, wurde für seine Bereicherung bei der Teilnahme an dieser Vergeltungsaktion stark kritisiert.

### Indien
1861 wurde Lord Elgin Vizekönig von Indien, wo er bereits zwei Jahre später während einer Dienstreise von Simla nach Lahore starb. Lord Elgin fand seine letzte Ruhestätte in Dharamsala auf dem Friedhof der Kirche St. John in the Wilderness.

## Chronologie
- Governor-General of Jamaica von 1842 bis 1846
- Governor-General of Canada von 1846 bis 1854
- Lord Lieutenant of Fife von 1854 bis 1863
- Privy Counsellor (P.C.) 1857
- Generalbevollmächtigter Minister für China von 1857 bis 1859
- Postmaster General 1859 bis 1860
- Generalbevollmächtigter Minister für China noch einmal von 1860 bis 1861
- Vizekönig von Indien vom 21. Januar 1862 bis 20. November 1863

## Orden und Ehrenzeichen
- 1847: Knight Companion des Order of the Thistle (K.T.)
- 1858: Knight Grand Cross des Order of the Bath (G.C.B.)
- 1862: Knight Companion des Order of the Star of India (K.S.I.)

## Nachkommen
Aus seiner ersten Ehe mit Elizabeth Mary Cumming-Bruce († 1843) hatte er eine Tochter:
- Lady Elma Bruce († 1923) ⚭ 1864 Thomas Hovell-Thurlow-Cumming-Bruce, 5. Baron Thurlow.

Aus seiner zweiten Ehe mit Lady Mary Louisa Lambton († 1843) hatte er drei Söhne:
- Victor Alexander Bruce, 9. Earl of Elgin (1849–1917);
- Hon. Robert Preston Bruce (1851–1893), Unterhausabgeordneter für Fife;
- Hon. Frederick John Bruce (1854–1920).

## Rezeption in der Kunst
Lord Elgin ist eine der Hauptfiguren in Stephan Thomes Roman Gott der Barbaren (Berlin 2018).